# Lasioglossum xyriotropis
Lasioglossum xyriotropis är en biart som beskrevs av Mcginley 1986. Lasioglossum xyriotropis ingår i släktet smalbin, och familjen vägbin. Inga underarter finns listade i Catalogue of Life.